# Bioenergía con captura y almacenamiento de carbono
La bioenergía con captura y almacenamiento de carbono (BECCS) es el proceso de extraer bioenergía de la biomasa y capturar y almacenar el carbono, eliminándolo de la atmósfera. El carbono de la biomasa proviene del dióxido de carbono (CO2), un gas de efecto invernadero, que se extrae de la atmósfera cuando crece la biomasa. La energía se extrae en formas útiles (electricidad, calor, biocombustibles, etc.) ya que la biomasa se utiliza mediante combustión, fermentación, pirólisis u otros métodos de conversión. Parte del carbono de la biomasa se convierte en CO2 o biocarbón que luego puede almacenarse mediante secuestro geológico o aplicación terrestre, respectivamente, lo que permite la eliminación de dióxido de carbono y convierte a BECCS en una tecnología de emisiones negativas. 
El Quinto Informe de Evaluación del IPCC del Panel Intergubernamental sobre Cambio Climático (IPCC) sugiere un rango potencial de emisiones negativas de BECCS de 0 a 22 gigatoneladas por año. En 2019, cinco instalaciones en todo el mundo utilizaban activamente tecnologías BECCS y capturaban aproximadamente 1,5 millones de toneladas anuales de CO2. El amplio despliegue de BECCS está limitado por el costo y la disponibilidad de biomasa.

## Emisión negativa
Esquema de flujo de carbono para diferentes sistemas energéticos.El principal atractivo de BECCS es su capacidad para generar emisiones negativas de CO2. La captura de dióxido de carbono de fuentes bioenergéticas elimina efectivamente el CO2 de la atmósfera.

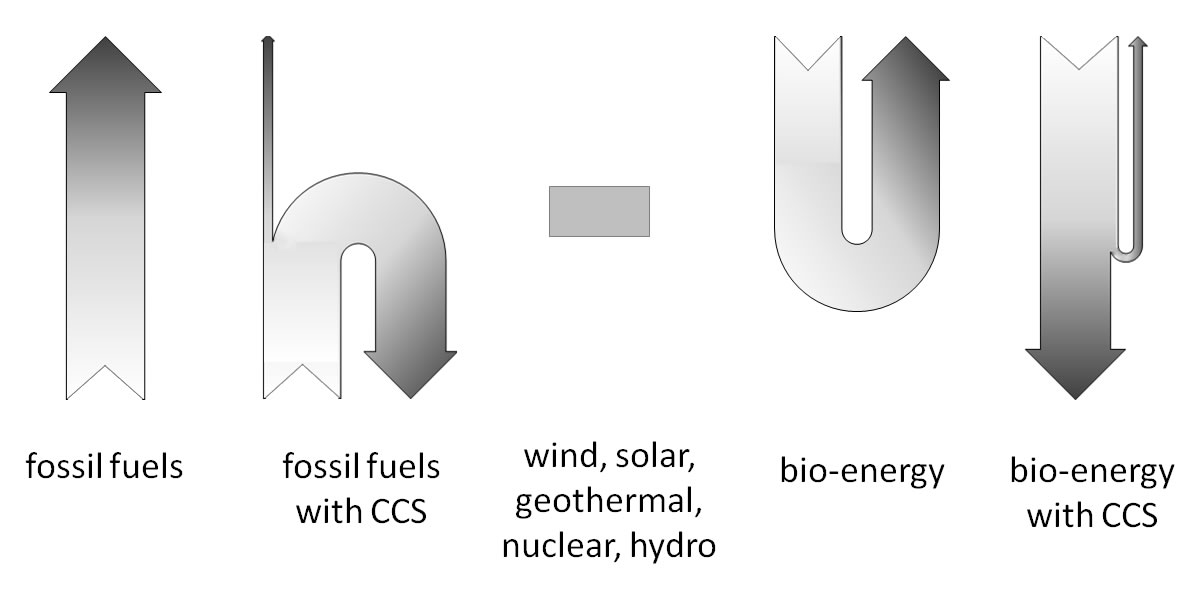
Flujo esquemático del carbón, para diferentes sistemas de energías

La bioenergía se deriva de la biomasa, que es una fuente de energía renovable y sirve como sumidero de carbono durante su crecimiento. Durante los procesos industriales, la biomasa quemada o procesada vuelve a liberar el CO2 a la atmósfera. Por lo tanto, el proceso da como resultado una emisión neta cero de CO2, aunque esto puede modificarse positiva o negativamente en función de las emisiones de carbono asociadas con el crecimiento, el transporte y el procesamiento de la biomasa, véase más adelante las consideraciones ambientales. La tecnología de captura y almacenamiento de carbono (CAC) sirve para interceptar la liberación de CO2 a la atmósfera y redirigirlo a lugares de almacenamiento geológico. El CO2 con origen en biomasa no solo se libera de las centrales eléctricas alimentadas con biomasa, sino también durante la producción de pulpa utilizada para fabricar papel y en la producción de biocombustibles como biogás y bioetanol. La tecnología BECCS también se puede emplear en esos procesos industriales.
Las tecnologías BECCS atrapan el dióxido de carbono en formaciones geológicas de forma semipermanente, mientras que un árbol almacena su carbono solo durante su vida. El informe del IPCC sobre la tecnología CAC proyecta que es probable que más del 99% del dióxido de carbono almacenado a través del secuestro geológico permanezca en su lugar durante más de 1000 años. Si bien otros tipos de sumideros de carbono, como el océano, los árboles y el suelo, pueden implicar el riesgo de ciclos de retroalimentación adversa a temperaturas elevadas, es probable que la tecnología BECCS proporcione una mejor permanencia al almacenar CO2 en formaciones geológicas. 
Los procesos industriales han liberado demasiado CO2 para ser absorbido por sumideros convencionales como árboles y suelo para alcanzar objetivos de bajas emisiones. Además de las emisiones acumuladas actualmente, habrá importantes emisiones adicionales durante este siglo, incluso en los escenarios más ambiciosos de bajas emisiones. Por lo tanto, se ha sugerido a BECCS como una tecnología para invertir la tendencia de las emisiones y crear un sistema global de emisiones negativas netas. Esto implica que las emisiones no solo serían nulas, sino negativas, por lo que no solo se reducirían las emisiones, sino la cantidad absoluta de CO2 en la atmósfera.

## Aplicación
| Recurso                      | Recurso de CO2 | Sector    |
| ---------------------------- | --- | --------- |
| Producción de etanol         | La fermentación de biomasa como caña de azúcar, trigo o maíz, libera CO2 como subproducto | Industria |
| Fábricas de pulpa y papel    | CO2 producido en calderas de recuperación CO2 producido en hornos de cal Para las tecnologías de gasificación, el CO2 se produce durante la gasificación de licor negro y biomasa como la corteza de los árboles y la madera. También se liberan enormes cantidades de CO2 por la combustión del gas de síntesis, un producto de la gasificación, en el proceso de ciclo combinado. | Industria |
| Producción de biogás         | En el proceso de mejora del biogás, el CO2 se separa del metano para producir un gas de mayor calidad. | Industria |
| Plantas de energía eléctrica | La combustión de biomasa o biocombustible en generadores de vapor o gas libera CO2 como subproducto | Energía   |
| Centrales Térmicas           | La combustión de biocombustible para la generación de calor libera CO2 como subproducto. Usualmente utilizado para calefacción urbana | Energía   |

## Tecnología
La principal tecnología para la captura de CO2 de fuentes bióticas generalmente emplea la misma tecnología que la captura de dióxido de carbono de fuentes de combustibles fósiles convencionales. En términos generales, existen tres tipos diferentes de tecnologías: postcombustión, precombustión y combustión de oxicombustible . 

### Oxi-combustión
Descripción general de la combustión de oxicombustible Archivado el 5 de febrero de 2021 en Wayback Machine. para la captura de carbono de la biomasa, que muestra los procesos y etapas clave; también es probable que se requiera cierta purificación en la etapa de deshidratación. La combustión de oxicombustible ha sido un proceso común en las industrias del vidrio, el cemento y el acero. También es un enfoque tecnológico prometedor para la CAC. En la combustión de oxígeno y combustible, la principal diferencia con la combustión convencional con aire es que el combustible se quema en una mezcla de O2 y gas de combustión reciclado. El O2 es producido por una unidad de separación de aire (ASU), que elimina el N2 atmosférico de la corriente oxidante. Al eliminar el N2 aguas arriba del proceso, se produce un gas de combustión con una alta concentración de CO2 y vapor de agua, lo que elimina la necesidad de una planta de captura de postcombustión. El vapor de agua puede eliminarse por condensación, dejando una corriente de producto de CO2 de pureza relativamente alta que, después de su posterior purificación y deshidratación, puede bombearse a un lugar de almacenamiento geológico. 
Los desafíos clave de la implementación de BECCS usando oxicombustión están asociados con el proceso de combustión. Para la biomasa de alto contenido volátil, la temperatura del molino debe mantenerse a baja temperatura para reducir el riesgo de incendio y explosión. Además, la temperatura de la llama es menor. Por lo tanto, la concentración de oxígeno debe aumentarse hasta un 27-30%.

### Precombustión
La "captura de carbono antes de la combustión" describe los procesos que capturan el CO2 antes de generar energía. Esto a menudo se logra en cinco etapas operativas: generación de oxígeno, generación de gas de síntesis, separación de CO2, compresión de CO2 y generación de energía. El combustible pasa primero por un proceso de gasificación al reaccionar con oxígeno para formar una corriente de CO y H2, que es gas de síntesis. Los productos luego pasarán por un reactor de desplazamiento de agua-gas para formar CO2 y H2. El CO2 que se produce se capturará y el H2, que es una fuente limpia, se utilizará para la combustión y generar energía. El proceso de gasificación combinado con la producción de gas de síntesis se llama Ciclo Combinado de Gasificación Integrada (IGCC). Una Unidad de Separación de Aire (ASU) puede servir como fuente de oxígeno, pero algunas investigaciones han encontrado que con el mismo gas de combustión, la gasificación de oxígeno es solo ligeramente mejor que la gasificación de aire. Ambos tienen una eficiencia térmica de aproximadamente el 70% utilizando carbón como fuente de combustible. Por tanto, el uso de una ASU no es realmente necesario en la precombustión.
La biomasa se considera "libre de azufre" como combustible para la captura de precombustión. Sin embargo, existen otros oligoelementos en la combustión de biomasa como K y Na que podrían acumularse en el sistema y finalmente causar la degradación de las partes mecánicas. Por tanto, se necesitan más desarrollos de las técnicas de separación de esos oligoelementos. Y también, después del proceso de gasificación, el CO2 toma hasta 13% - 15,3% en masa en la corriente de gas de síntesis para fuentes de biomasa, mientras que es sólo 1,7% - 4,4% para carbón. Esto limita la conversión de CO a CO2 en el cambio de gas de agua, y la tasa de producción de H2 disminuirá en consecuencia. Sin embargo, la eficiencia térmica de la captura de precombustión utilizando biomasa se asemeja a la del carbón, que está alrededor del 62% - 100%. Algunas investigaciones encontraron que el uso de un sistema seco en lugar de una alimentación de combustible de biomasa / agua en suspensión era más eficiente térmicamente y más práctico para la biomasa.

### Postcombustión
Además de las tecnologías de precombustión y de combustión de oxicombustible, la poscombustión es una tecnología prometedora que se puede utilizar para extraer emisiones de CO2 de los recursos combustibles de biomasa. Durante el proceso, el CO2 se separa de los otros gases en la corriente de gas de combustión después de que el combustible de biomasa se quema y se somete al proceso de separación. Debido a que tiene la capacidad de adaptarse a algunas centrales eléctricas existentes, como calderas de vapor u otras centrales eléctricas de nueva construcción, la tecnología de postcombustión se considera una mejor opción que la tecnología de precombustión. Según las hojas informativas CONSUMO DE BIOENERGÍA DE LOS EE. UU. CON CAPTURA Y ALMACENAMIENTO DE CARBONO publicadas en marzo de 2018, se espera que la eficiencia de la tecnología de poscombustión sea del 95%, mientras que la precombustión y la oxicombustión capturan CO2 a una tasa eficiente de 85 % y 87,5% respectivamente.
El desarrollo de las tecnologías actuales de poscombustión no se ha realizado del todo debido a varios problemas. Una de las principales preocupaciones del uso de esta tecnología para capturar dióxido de carbono es el consumo de energía parasitaria. Si la capacidad de la unidad está diseñada para ser pequeña, la pérdida de calor en el entorno es lo suficientemente grande como para causar muchas consecuencias negativas. Otro desafío de la captura de carbono después de la combustión es cómo tratar los componentes de la mezcla en los gases de combustión de los materiales de biomasa inicial después de la combustión. La mezcla consta de una gran cantidad de metales alcalinos, halógenos, elementos ácidos y metales de transición que pueden tener impactos negativos en la eficiencia del proceso. Por lo tanto, la elección de disolventes específicos y la forma de gestionar el proceso del disolvente deben diseñarse y operarse cuidadosamente.

## Soluciones potenciales